# Въведение Богородично (Буково)
Вижте пояснителната страница за други значения на Въведение Богородично.
„Въведение на Пресвета Богородица“ или „Света Богородица Пречиста“ (на македонска литературна норма: „Воведение на Пресвета Богородица“, „Света Богородица Пречиста“) е възрожденска църква в битолското село Буково, Северна Македония, част от Преспанско-Пелагонийската епархия на Македонската православна църква – Охридска архиепископия.
Църквата е гробищен храм, разположен на едното от двете гробища на селото, в югоизточната му част. Изграден е на височинка с панорама към селото. Църквата е построена в 1927 година като сръбски военен параклис паметник за загиналите в Първата световна война. Над входа има надпис на сръбски език:
| „ | Спомен капела за изгинуле у рату од 1914 - 1918 год. Подигли селани село Буково 1927 год. Параклис паметник за загиналите във войната от 1914 - 1918 год. Издигнаха селяните село Буково 1927 год. | “ |